# Copa Mundial Femenina de Fútbol de 2003
La Copa Mundial Femenina de la FIFA EE. UU. 2003 (en inglés: FIFA Women's World Cup USA 2003) fue la cuarta edición de la Copa Mundial Femenina de Fútbol organizada por la FIFA. Esta versión del torneo se realizó del 20 de septiembre al 12 de octubre de 2003 en Estados Unidos, convirtiéndose en el primer país en organizar dos ediciones del certamen, ambas de forma consecutiva.
Originalmente el torneo iba a ser realizado en China, pero debido a la epidemia de síndrome respiratorio agudo severo que se presentó en el país a meses previos del comienzo, se trasladó a Estados Unidos. Como compensación, se le otorgó a China la organización del torneo en 2007, y mantuvo su participación como anfitrión en ambos campeonatos.
Estados Unidos contaba con la experiencia de haber organizado el certamen predecesor. No obstante, para esta oportunidad, el país presentó solo seis estadios (en lugar de ocho), con capacidades notoriamente más bajas que la de los utilizados cuatro años antes. Como consecuencia del corto tiempo para organizar el certamen y con la intención de evitar grandes traslados de los equipos, muchos de los partidos de un mismo grupo se disputaron en el mismo estadio. De hecho, los últimos dos partidos de los grupos A y D debieron jugarse en horarios diferentes, contrario a la metodología implantada por FIFA desde el Mundial masculino de 1986.
Las tres selecciones debutantes fueron Argentina, Corea del Sur y Francia; ninguna logró superar la fase de grupos. Curiosamente, se repitieron siete de las ocho cuartofinalistas del Mundial anterior: Canadá fue la única en avanzar por primera vez a la segunda fase, en lugar de Nigeria, que se despidió del torneo con tres derrotas y sin marcar gol alguno. En la final, Alemania derrotó a Suecia gracias al gol de oro convertido por Nia Künzer, a los 98' del tiempo suplementario, y obtuvo el primer título de su historia. Por su parte, la selección de Estados Unidos, anfitriona y defensora de la corona, se quedó con el tercer puesto del torneo.

## Elección del país anfitrión
En octubre de 2000, la FIFA seleccionó a China como país organizador de la cuarta Copa Mundial del Fútbol Femenino, superando la candidatura de Australia. El torneo, que habría de llevarse a cabo entre el 23 de septiembre y el 11 de octubre de 2003, iba a ser disputado en las ciudades de Shanghái, Wuhan, Chengdu y Hangzhou. No obstante, como consecuencia de la epidemia de síndrome respiratorio agudo grave, varios eventos deportivos que iban a desarrollarse en el continente asiático debieron ser pospuestos (como el Campeonato Asiático Femenino de 2003, en Tailandia) o definitivamente cancelados (como el Campeonato Mundial Femenino de Hockey sobre Hielo de 2003, que iba a disputarse en la ciudad china de Pekín). A raíz de ello, la FIFA emprendió una investigación conjunta con la Organización Mundial de la Salud (OMS) para determinar si la epidemia cedería a tiempo para poder organizar el certamen en China.
Finalmente, el 3 de mayo de 2003, a cuatro meses del inicio, la FIFA anunció que la Copa Mundial del Fútbol Femenino no se celebraría en China. En los días posteriores, Estados Unidos, Canadá, Australia, Suecia e Italia presentaron sus candidaturas de emergencia. El 26 de mayo, FIFA seleccionó a Estados Unidos como nueva sede del torneo. Asimismo, se confirmó la expansión de la duración del certamen, que iniciaría el 20 de septiembre y culminaría el 12 de octubre.
Por su parte, China fue compensada con la organización de la Copa Mundial Femenina de Fútbol de 2007, y con un pago de un millón de dólares estadounidenses.

## Organización

### Sedes
| Portland                                                        | Columbus                  | Washington D. C.             |
| --------------------------------------------------------------- | ------------------------- | ---------------------------- |
| Oregón (UTC−07:00)                                              | Ohio (UTC−04:00)          | Washington D. C. (UTC−04:00) |
| PGE Park                                                        | Estadio Columbus Crew     | Estadio Robert F. Kennedy    |
| Capacidad: 19 500                                               | Capacidad: 22 500         | Capacidad: 55 600            |
|                                                                 |                           |                              |
| Carson Columbus Foxborough Filadelfia Portland Washington D. C. |                           |                              |
| Carson                                                          | Foxborough                | Filadelfia                   |
| California (UTC−07:00)                                          | Massachusetts (UTC−04:00) | Pensilvania (UTC−04:00)      |
| Home Depot Center                                               | Estadio Gillette          | Lincoln Financial Field      |
| Capacidad: 27 000                                               | Capacidad: 68 700         | Capacidad: 68 500            |
|                                                                 |                           |                              |

### Lista de árbitras
CAF
- Xonam Agboyi
- Bola Elizabeth Abidoye

AFC
- Zhang Dongqing
- Im Eun-ju

Concacaf
- Sonia Denoncourt
- Kari Seitz

Conmebol
- Florencia Romano
- Sueli Tortura

UEFA
- Katriina Elovirta
- Cristina Babadac
- Cristina Ionescu
- Nicole Petignat

OFC
- Tammy Ogston

## Equipos participantes
En cursiva los equipos debutantes.
| Confederación | Confederación | Confederación | Confederación | Confederación | Confederación |
| ------------- | ------------- | ------------- | ------------- | ------------- | ------------- |
| AFC           | CAF           | Concacaf      | Conmebol      | OFC           | UEFA          |

| Equipos participantes | Equipos participantes | Equipos participantes | Equipos participantes |
| --------------------- | --------------------- | --------------------- | --------------------- |
| Alemania              | Canadá                | Estados Unidos        | Nigeria               |
| Argentina             | China                 | Francia               | Noruega               |
| Australia             | Corea del Norte       | Ghana                 | Rusia                 |
| Brasil                | Corea del Sur         | Japón                 | Suecia                |

### Sorteo
Originalmente, con la disputa del torneo en China, el sorteo se iba a llevar a cabo el 24 de mayo de 2003 en Wuhan. Tras el traslado de la sede a Estados Unidos, se desarrolló el 17 de julio de 2003 en el Home Depot Center de la ciudad de Carson, en el estado de California.
La distribución de los equipos en los bombos fue confirmada un día antes. Las selecciones de Estados Unidos, defensora del título, y China, originalmente anfitriona, fueron asignadas de forma predeterminada como cabezas de los grupos A y D, respectivamente, y por lo tanto, no fueron incluidas en el sorteo. En el bombo 1, se ubicaron a las dos mejores selecciones de acuerdo al nuevo Ranking femenino de la FIFA, establecido a partir de julio de 2003. Los bombos restantes fueron conformados de acuerdo a factores geográficos, a discreción de la FIFA.
| Bombo 1 Cabezas de serie | Bombo 2 CAF, Conmebol          | Bombo 3 UEFA         | Bombo 4 AFC, Concacaf, OFC                           |
| ------------------------ | ------------------------------ | -------------------- | ---------------------------------------------------- |
| Noruega (2) Alemania (3) | Argentina Brasil Ghana Nigeria | Francia Rusia Suecia | Australia Canadá Corea del Norte Corea del Sur Japón |

De acuerdo al criterio establecido, no podían incluirse en un mismo grupo dos selecciones de la misma confederación, a excepción de UEFA, que podía tener dos selecciones en solamente uno de los grupos. Por ello, al momento de sortear a los tres equipos ubicados en el bombo 3, se determinó que las dos primeras bolillas que salieran fueran asignadas, en orden, al Grupo A y al Grupo D, mientras que la tercera y última sería incluida en el Grupo B, junto a una de las dos europeas asignadas como cabezas de serie. Posteriormente, se tomó una de las bolillas del bombo 4 para designar a la tercera selección del Grupo C, y finalmente, se completó el sorteo extrayendo las cuatro bolillas restantes.

## Fase de grupos
- Los horarios son correspondientes a la hora local:
  -  Tiempo del Pacífico (PDT): (UTC−7).

### Grupo A
| Selección       | Pts. | PJ | PG | PE | PP | GF | GC | Dif. |
| --------------- | ---- | -- | -- | -- | -- | -- | -- | ---- |
| Estados Unidos  | 9    | 3  | 3  | 0  | 0  | 11 | 1  | 10   |
| Suecia          | 6    | 3  | 2  | 0  | 1  | 5  | 3  | 2    |
| Corea del Norte | 3    | 3  | 1  | 0  | 2  | 3  | 4  | −1   |
| Nigeria         | 0    | 3  | 0  | 0  | 3  | 0  | 11 | −11  |

| 20 de septiembre de 2003 | Nigeria | 0:3 (0:1) | Corea del Norte       | Lincoln Financial Field, Filadelfia                         |                                                             |
| 14:45 EDT (UTC−4)        |         |           | Jin 13', 88' · Ri 73' | Asistencia: 24 346 espectadores Árbitro(s): Nicole Petignat | Asistencia: 24 346 espectadores Árbitro(s): Nicole Petignat |

| 21 de septiembre de 2003 | Estados Unidos                    | 3:1 (2:0) | Suecia       | Estadio Robert F. Kennedy, Washington                      |                                                            |
| 12:30 EDT (UTC−4)        | Lilly 27' · Parlow 36' · Boxx 78' |           | Svensson 58' | Asistencia: 34 144 espectadores Árbitro(s): Dongqing Zhang | Asistencia: 34 144 espectadores Árbitro(s): Dongqing Zhang |

| 25 de septiembre de 2003 | Suecia      | 1:0 (1:0) | Corea del Norte | Lincoln Financial Field, Filadelfia                      |                                                          |
| 16:45 EDT (UTC−4)        | Svensson 7' |           |                 | Asistencia: 31 553 espectadores Árbitro(s): Tammy Ogston | Asistencia: 31 553 espectadores Árbitro(s): Tammy Ogston |

| 25 de septiembre de 2003 | Estados Unidos                                                    | 5:0 (2:0) | Nigeria | Lincoln Financial Field, Filadelfia                          |                                                              |
| 19:30 EDT (UTC−4)        | Hamm 6' (pen.), 12' · Parlow 47' · Wambach 65' · Foudy 89' (pen.) |           |         | Asistencia: 34 553 espectadores Árbitro(s): Florencia Romano | Asistencia: 34 553 espectadores Árbitro(s): Florencia Romano |

| 28 de septiembre de 2003 | Suecia                           | 3:0 (0:0) | Nigeria | Estadio Columbus Crew, Columbus                              |                                                              |
| 13:00 EDT (UTC−4)        | Ljungberg 56', 79' · Moström 81' |           |         | Asistencia: 22 828 espectadores Árbitro(s): Sonia Denoncourt | Asistencia: 22 828 espectadores Árbitro(s): Sonia Denoncourt |

| 28 de septiembre de 2003 | Corea del Norte | 0:3 (0:1) | Estados Unidos                        | Estadio Columbus Crew, Columbus                           |                                                           |
| 15:45 EDT (UTC−4)        |                 |           | Wambach 17' (pen.) · Reddick 48', 66' | Asistencia: 22 828 espectadores Árbitro(s): Sueli Tortura | Asistencia: 22 828 espectadores Árbitro(s): Sueli Tortura |

### Grupo B
| Selección     | Pts. | PJ | PG | PE | PP | GF | GC | Dif. |
| ------------- | ---- | -- | -- | -- | -- | -- | -- | ---- |
| Brasil        | 7    | 3  | 2  | 1  | 0  | 8  | 2  | 6    |
| Noruega       | 6    | 3  | 2  | 0  | 1  | 10 | 5  | 5    |
| Francia       | 4    | 3  | 1  | 1  | 1  | 2  | 3  | −1   |
| Corea del Sur | 0    | 3  | 0  | 0  | 3  | 1  | 11 | −10  |

| 20 de septiembre de 2003                                               | Noruega                 | 2:0 (0:0) | Francia | Lincoln Financial Field, Filadelfia                    |                                                        |
| 12:00 EDT (UTC−4)                                                      | Rapp 47' · Mellgren 66' |           |         | Asistencia: 24 346 espectadores Árbitro(s): Kari Seitz | Asistencia: 24 346 espectadores Árbitro(s): Kari Seitz |
| Francia hizo su debut absoluto en una Copa Mundial Femenina de Fútbol. |                         |           |         |                                                        |                                                        |

| 21 de septiembre de 2003                                                     | Brasil                            | 3:0 (1:0) | Corea del Sur | Estadio Robert F. Kennedy, Washington                    |                                                          |
| 15:15 EDT (UTC−4)                                                            | Marta 14' (pen.) · Kátia 55', 62' |           |               | Asistencia: 34 144 espectadores Árbitro(s): Tammy Ogston | Asistencia: 34 144 espectadores Árbitro(s): Tammy Ogston |
| Corea del Sur hizo su debut absoluto en una Copa Mundial Femenina de Fútbol. |                                   |           |               |                                                          |                                                          |

| 24 de septiembre de 2003 | Noruega       | 1:4 (1:2) | Brasil                                           | Estadio Robert F. Kennedy, Washington                    |                                                          |
| 17:00 EDT (UTC−4)        | Pettersen 45' |           | Daniela 26' · Rosana 37' · Marta 59' · Kátia 68' | Asistencia: 16 316 espectadores Árbitro(s): Xonam Agboyi | Asistencia: 16 316 espectadores Árbitro(s): Xonam Agboyi |

| 24 de septiembre de 2003 | Francia    | 1:0 (0:0) | Corea del Sur | Estadio Robert F. Kennedy, Washington                      |                                                            |
| 19:45 EDT (UTC−4) | Pichon 84' |           |               | Asistencia: 16 316 espectadores Árbitro(s): Dongqing Zhang | Asistencia: 16 316 espectadores Árbitro(s): Dongqing Zhang |
| Marinette Pichon marcó el primer gol de Francia en la historia de la Copa Mundial Femenina de Fútbol. Primera victoria de Francia en Mundiales femeninos. |            |           |               |                                                            |                                                            |

| 27 de septiembre de 2003 | Corea del Sur | 1:7 (0:4) | Noruega                                                                            | Estadio Gillette, Foxborough                             |                                                          |
| 12:45 EDT (UTC−4) | Kim 75'       |           | Gulbrandsen 5' · Mellgren 24', 31' · Pettersen 40' · Sandaune 52' · Ørmen 80', 90' | Asistencia: 14 356 espectadores Árbitro(s): Tammy Ogston | Asistencia: 14 356 espectadores Árbitro(s): Tammy Ogston |
| Kim Jin Hee marcó el primer gol de Corea del Sur en la historia de la Copa Mundial Femenina de Fútbol. Peor derrota de Corea del Sur en Mundiales femeninos. |               |           |                                                                                    |                                                          |                                                          |

| 27 de septiembre de 2003 | Francia      | 1:1 (0:0) | Brasil    | Estadio Robert F. Kennedy, Washington                        |                                                              |
| 12:45 EDT (UTC−4)        | Pichon 90+2' |           | Kátia 58' | Asistencia: 17 618 espectadores Árbitro(s): Cristina Babadac | Asistencia: 17 618 espectadores Árbitro(s): Cristina Babadac |

### Grupo C
| Selección | Pts. | PJ | PG | PE | PP | GF | GC | Dif. |
| --------- | ---- | -- | -- | -- | -- | -- | -- | ---- |
| Alemania  | 9    | 3  | 3  | 0  | 0  | 13 | 2  | 11   |
| Canadá    | 6    | 3  | 2  | 0  | 1  | 7  | 5  | 2    |
| Japón     | 3    | 3  | 1  | 0  | 2  | 7  | 6  | 1    |
| Argentina | 0    | 3  | 0  | 0  | 3  | 1  | 15 | −14  |

| 20 de septiembre de 2003 | Alemania                                                             | 4:1 (1:1) | Canadá      | Estadio Columbus Crew, Columbus                       |                                                       |
| 12:00 EDT (UTC−4)        | Wiegmann 37' (pen.) · Gottschlich 47' · Prinz 75' · Garefrekes 90+2' |           | Sinclair 4' | Asistencia: 16 409 espectadores Árbitro(s): Im Eun Ju | Asistencia: 16 409 espectadores Árbitro(s): Im Eun Ju |

| 20 de septiembre de 2003 | Japón                                              | 6:0 (2:0) | Argentina | Estadio Columbus Crew, Columbus                               |                                                               |
| 20:30 EDT (UTC−4) | Sawa 13', 38' · Yamamoto 64' · Otani 72', 75', 80' |           |           | Asistencia: 16 409 espectadores Árbitro(s): Katriina Elovirta | Asistencia: 16 409 espectadores Árbitro(s): Katriina Elovirta |
| Argentina hizo su debut absoluto en una Copa Mundial Femenina de Fútbol. Mayor victoria de Japón en los Mundiales femeninos. |                                                    |           |           |                                                               |                                                               |

| 24 de septiembre de 2003 | Alemania                     | 3:0 (2:0) | Japón | Estadio Columbus Crew, Columbus                           |                                                           |
| 17:45 EDT (UTC−4)        | Minnert 23' · Prinz 36', 66' |           |       | Asistencia: 15 529 espectadores Árbitro(s): Sueli Tortura | Asistencia: 15 529 espectadores Árbitro(s): Sueli Tortura |

| 24 de septiembre de 2003                                 | Canadá                       | 3:0 (1:0) | Argentina | Estadio Columbus Crew, Columbus                             |                                                             |
| 20:30 EDT (UTC−4)                                        | Hooper 19' · Latham 79', 82' |           |           | Asistencia: 15 529 espectadores Árbitro(s): Nicole Petignat | Asistencia: 15 529 espectadores Árbitro(s): Nicole Petignat |
| Primera victoria de Canadá en una Copa Mundial Femenina. |                              |           |           |                                                             |                                                             |

| 27 de septiembre de 2003                                                         | Canadá                               | 3:1 (1:1) | Japón    | Estadio Gillette, Foxborough                          |                                                       |
| 15:30 EDT (UTC−4)                                                                | Latham 36' · Sinclair 49' · Lang 72' |           | Sawa 20' | Asistencia: 14 356 espectadores Árbitro(s): Im Eun Ju | Asistencia: 14 356 espectadores Árbitro(s): Im Eun Ju |
| Primera clasificación de Canadá a una segunda fase de una Copa Mundial Femenina. |                                      |           |          |                                                       |                                                       |

| 27 de septiembre de 2003                                                                             | Argentina  | 1:6 (0:4) | Alemania                                                                | Estadio Robert F. Kennedy, Washington                    |                                                          |
| 15:30 EDT (UTC−4)                                                                                    | Gaitán 71' |           | Meinert 3', 43' · Wiegmann 24' · Prinz 32' · Pohlers 89' · Müller 90+2' | Asistencia: 17 618 espectadores Árbitro(s): Bola Abidoye | Asistencia: 17 618 espectadores Árbitro(s): Bola Abidoye |
| Yanina Gaitán marcó el primer gol de Argentina en la historia de la Copa Mundial Femenina de Fútbol. |            |           |                                                                         |                                                          |                                                          |

### Grupo D
| Selección | Pts. | PJ | PG | PE | PP | GF | GC | Dif. |
| --------- | ---- | -- | -- | -- | -- | -- | -- | ---- |
| China     | 7    | 3  | 2  | 1  | 0  | 3  | 1  | 2    |
| Rusia     | 6    | 3  | 2  | 0  | 1  | 5  | 2  | 3    |
| Ghana     | 3    | 3  | 1  | 0  | 2  | 2  | 5  | −3   |
| Australia | 1    | 3  | 0  | 1  | 2  | 3  | 5  | −2   |

| 21 de septiembre de 2003 | Australia       | 1:2 (1:1) | Rusia                           | Home Depot Center, Carson                                |                                                          |
| 17:30 PDT (UTC−7)        | Golebiowski 38' |           | Alagich 39' (a.g.) · Fomina 89' | Asistencia: 15 239 espectadores Árbitro(s): Bola Abidoye | Asistencia: 15 239 espectadores Árbitro(s): Bola Abidoye |

| 21 de septiembre de 2003 | China   | 1:0 (1:0) | Ghana | Home Depot Center, Carson                                    |                                                              |
| 20:15 PDT (UTC−7)        | Sun 29' |           |       | Asistencia: 15 239 espectadores Árbitro(s): Sonia Denoncourt | Asistencia: 15 239 espectadores Árbitro(s): Sonia Denoncourt |

| 25 de septiembre de 2003 | Ghana | 0:3 (0:1) | Rusia                                        | Home Depot Center, Carson                              |                                                        |
| 16:15 PDT (UTC−7)        |       |           | Saenko 36' · Barbachina 54' · Letyushova 80' | Asistencia: 13 929 espectadores Árbitro(s): Kari Seitz | Asistencia: 13 929 espectadores Árbitro(s): Kari Seitz |

| 25 de septiembre de 2003 | China   | 1:1 (0:1) | Australia    | Home Depot Center, Carson                                     |                                                               |
| 19:00 PDT (UTC−7)        | Bai 46' |           | Garriock 28' | Asistencia: 13 929 espectadores Árbitro(s): Katriina Elovirta | Asistencia: 13 929 espectadores Árbitro(s): Katriina Elovirta |

| 28 de septiembre de 2003 | Ghana           | 2:1 (2:0) | Australia    | PGE Park, Portland                                       |                                                          |
| 17:15 PDT (UTC−7) | Sackey 34', 39' |           | Garriock 61' | Asistencia: 19 132 espectadores Árbitro(s): Xonam Agboyi | Asistencia: 19 132 espectadores Árbitro(s): Xonam Agboyi |
| Alberta Sackey anotó el gol 400 en la historia de la Copa Mundial Femenina. Primera victoria de Ghana en una Copa Mundial Femenina. |                 |           |              |                                                          |                                                          |

| 28 de septiembre de 2003 | China   | 1:0 (1:0) | Rusia | PGE Park, Portland                                           |                                                              |
| 20:00 PDT (UTC−7)        | Bai 16' |           |       | Asistencia: 19 132 espectadores Árbitro(s): Florencia Romano | Asistencia: 19 132 espectadores Árbitro(s): Florencia Romano |

## Fase de eliminatorias

### Cuadro de desarrollo
|  | Cuartos de final          | Cuartos de final        |                         |   | Semifinales                  | Semifinales                  |  |  | Final | Final |
|  |                           |                         |                         |   |                              |                              |  |  |       |       |
|  | 1 de octubre – Foxborough |                         |                         |   |                              |                              |  |  |       |       |
|  |                           |                         |                         |   |                              |                              |  |  |       |       |
|  | Estados Unidos            | 1                       |                         |   |                              |                              |  |  |       |       |
|  | Estados Unidos            | 1                       | 5 de octubre – Portland |   |                              |                              |  |  |       |       |
|  | Noruega                   | 0                       |                         |   |                              |                              |  |  |       |       |
|  | Noruega                   | 0                       | Estados Unidos          | 0 |                              |                              |  |  |       |       |
|  | 2 de octubre – Portland   |                         | Estados Unidos          | 0 |                              |                              |  |  |       |       |
|  |                           | Alemania                | 3                       |   |                              |                              |  |  |       |       |
|  | Alemania                  | Alemania                | 3                       | 7 |                              |                              |  |  |       |       |
|  | Alemania                  |                         | 12 de octubre – Carson  | 7 |                              |                              |  |  |       |       |
|  | Rusia                     | 1                       |                         |   |                              |                              |  |  |       |       |
|  | Rusia                     | 1                       | Alemania (t. s.)        | 2 |                              |                              |  |  |       |       |
|  | 1 de octubre – Foxborough |                         | Alemania (t. s.)        | 2 |                              |                              |  |  |       |       |
|  |                           | Suecia                  | 1                       |   |                              |                              |  |  |       |       |
|  | Brasil                    | Suecia                  | 1                       | 1 |                              |                              |  |  |       |       |
|  | Brasil                    | 5 de octubre – Portland |                         | 1 |                              |                              |  |  |       |       |
|  | Suecia                    | 2                       |                         |   |                              |                              |  |  |       |       |
|  | Suecia                    | 2                       | Suecia                  | 2 |                              |                              |  |  |       |       |
|  | 2 de octubre – Portland   |                         | Suecia                  | 2 |                              |                              |  |  |       |       |
|  |                           | Canadá                  | 1                       |   | Partido por el tercer puesto | Partido por el tercer puesto |  |  |       |       |
|  | China                     | Canadá                  | 1                       | 0 | Partido por el tercer puesto | Partido por el tercer puesto |  |  |       |       |
|  | China                     |                         | 11 de octubre – Carson  | 0 |                              |                              |  |  |       |       |
|  | Canadá                    | 1                       |                         |   |                              |                              |  |  |       |       |
|  | Canadá                    | 1                       | Estados Unidos          | 3 |                              |                              |  |  |       |       |
|  |                           |                         |                         |   |                              |                              |  |  |       |       |
|  | Canadá                    | 1                       |                         |   |                              |                              |  |  |       |       |
|  | Canadá                    | 1                       |                         |   |                              |                              |  |  |       |       |

### Cuartos de final
| 1 de octubre de 2003 | Brasil           | 1:2 (1:1) | Suecia                       | Estadio Gillette, Foxborough                               |                                                            |
| 16:30 EDT (UTC−4)    | Marta 44' (pen.) |           | Svensson 23' · Andersson 53' | Asistencia: 25 103 espectadores Árbitro(s): Dongqing Zhang | Asistencia: 25 103 espectadores Árbitro(s): Dongqing Zhang |

| 1 de octubre de 2003 | Estados Unidos | 1:0 (1:0) | Noruega | Estadio Gillette, Foxborough                                |                                                             |
| 19:30 EDT (UTC−4)    | Wambach 24'    |           |         | Asistencia: 25 103 espectadores Árbitro(s): Nicole Petignat | Asistencia: 25 103 espectadores Árbitro(s): Nicole Petignat |

| 2 de octubre de 2003                                         | Alemania                                                                         | 7:1 (1:0) | Rusia        | PGE Park, Portland                                    |                                                       |
| 16:30 EDT (UTC−4)                                            | Müller 25' · Minnert 57' · Wunderlich 60' · Garefrekes 62', 85' · Prinz 80', 89' |           | Danilova 70' | Asistencia: 20 012 espectadores Árbitro(s): Im Eun Ju | Asistencia: 20 012 espectadores Árbitro(s): Im Eun Ju |
| Peor derrota de Rusia en la Copa Mundial Femenina de Fútbol. |                                                                                  |           |              |                                                       |                                                       |

| 2 de octubre de 2003                                                            | China | 0:1 (0:1) | Canadá    | PGE Park, Portland                                     |                                                        |
| 19:30 EDT (UTC−4)                                                               |       |           | Hooper 7' | Asistencia: 20 012 espectadores Árbitro(s): Kari Seitz | Asistencia: 20 012 espectadores Árbitro(s): Kari Seitz |
| Primera clasificación de Canadá a las semifinales de una Copa Mundial Femenina. |       |           |           |                                                        |                                                        |

### Semifinales
| 5 de octubre de 2003 | Estados Unidos | 0:3 (0:1) | Alemania                                     | PGE Park, Portland                                           |                                                              |
| 16:30 PDT (UTC−7)    |                |           | Garefrekes 15' · Meinert 90+1' · Prinz 90+3' | Asistencia: 27 623 espectadores Árbitro(s): Sonia Denoncourt | Asistencia: 27 623 espectadores Árbitro(s): Sonia Denoncourt |

| 5 de octubre de 2003                                                      | Suecia                    | 2:1 (0:0) | Canadá   | PGE Park, Portland                                            |                                                               |
| 19:30 PDT (UTC−7)                                                         | Moström 79' · Oeqvist 86' |           | Lang 64' | Asistencia: 27 623 espectadores Árbitro(s): Katriina Elovirta | Asistencia: 27 623 espectadores Árbitro(s): Katriina Elovirta |
| Primera clasificación de Suecia a una final de una Copa Mundial Femenina. |                           |           |          |                                                               |                                                               |

### Tercer puesto
| 11 de octubre de 2003 | Estados Unidos                      | 3:1 (1:1) | Canadá       | Home Depot Center, Carson                                |                                                          |
| 12:30 PDT (UTC−7)     | Lilly 22' · Boxx 51' · Milbrett 80' |           | Sinclair 38' | Asistencia: 25 253 espectadores Árbitro(s): Tammy Ogston | Asistencia: 25 253 espectadores Árbitro(s): Tammy Ogston |

### Final
| 12 de octubre de 2003 | Alemania                 | 2:1 (1:1, 0:1) (t. s.) | Suecia        | Home Depot Center, Carson                                    |                                                              |
| 13:00 PDT (UTC−7) | Meinert 46' · Künzer 98' |                        | Ljungberg 41' | Asistencia: 26 137 espectadores Árbitro(s): Cristina Ionescu | Asistencia: 26 137 espectadores Árbitro(s): Cristina Ionescu |
| Primera final en la historia de la Copa Mundial Femenina que se define en tiempo suplementario, y única en decidirse por el gol de oro. Último gol de oro de la historia. Alemania se convierte en la primera selección en ganar la Copa Mundial en sus dos variantes, masculina y femenina. |                          |                        |               |                                                              |                                                              |

|                              |
| Bandera de Alemania          |
| Campeón Alemania 1.er título |

## Estadísticas

### Tabla general

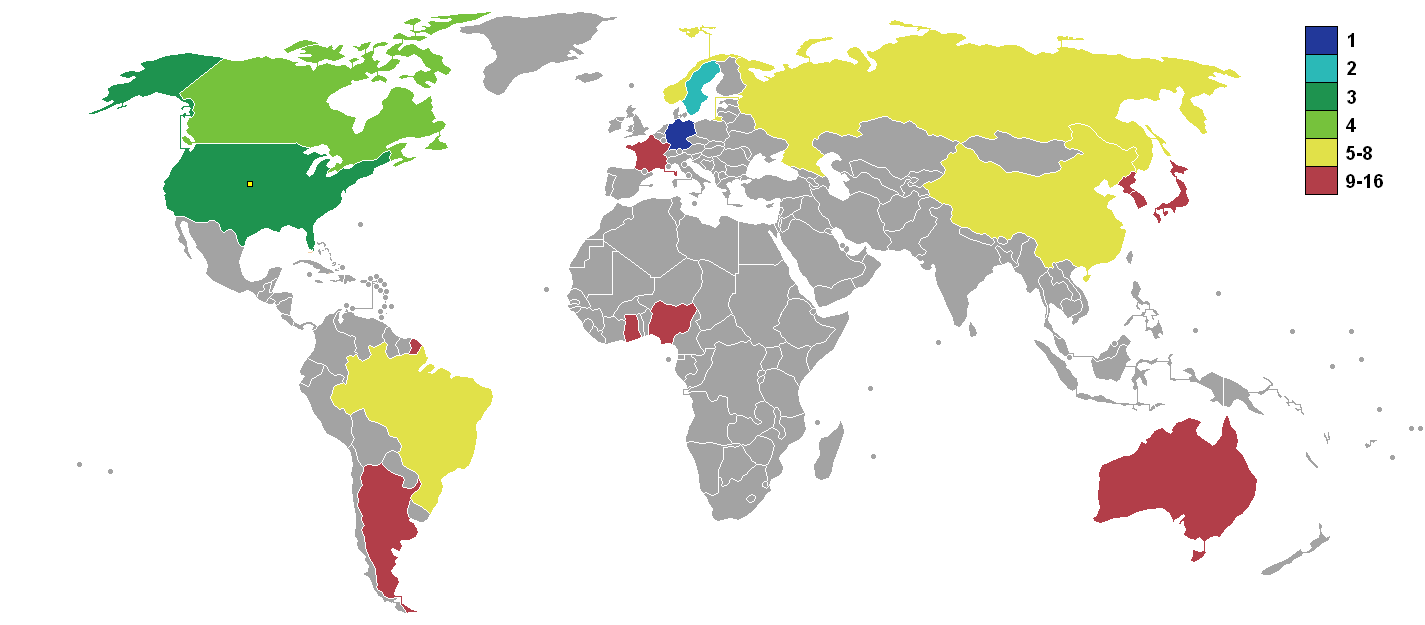
Mapa según los resultados del torneo.

| Pos. | Selección       | Pts | PJ | PG | PE | PP | GF | GC | Dif. | Rend.  |
| ---- | --------------- | --- | -- | -- | -- | -- | -- | -- | ---- | ------ |
| 1    | Alemania        | 18  | 6  | 6  | 0  | 0  | 25 | 4  | 21   | 100%   |
| 2    | Suecia          | 15  | 6  | 5  | 0  | 1  | 15 | 5  | 10   | 83,33% |
| 3    | Estados Unidos  | 12  | 6  | 4  | 0  | 2  | 10 | 7  | 3    | 66,66% |
| 4    | Canadá          | 9   | 6  | 3  | 0  | 3  | 10 | 10 | 0    | 50%    |
| 5    | Brasil          | 7   | 4  | 2  | 1  | 1  | 9  | 4  | 5    | 58,33% |
| 6    | China           | 7   | 4  | 2  | 1  | 1  | 3  | 2  | 1    | 58,33% |
| 7    | Noruega         | 6   | 4  | 2  | 0  | 2  | 10 | 6  | 4    | 50%    |
| 8    | Rusia           | 6   | 4  | 2  | 0  | 2  | 6  | 9  | −3   | 50%    |
| 9    | Francia         | 4   | 3  | 1  | 1  | 1  | 2  | 3  | −1   | 44,44% |
| 10   | Japón           | 3   | 3  | 1  | 0  | 2  | 7  | 6  | 1    | 33,33% |
| 11   | Corea del Norte | 3   | 3  | 1  | 0  | 2  | 3  | 4  | −1   | 33,33% |
| 12   | Ghana           | 3   | 3  | 1  | 0  | 2  | 2  | 5  | −3   | 33,33% |
| 13   | Australia       | 1   | 3  | 0  | 1  | 2  | 3  | 5  | −2   | 11,11% |
| 14   | Corea del Sur   | 0   | 3  | 0  | 0  | 3  | 1  | 11 | −10  | 0%     |
| 15   | Nigeria         | 0   | 3  | 0  | 0  | 3  | 0  | 11 | −11  | 0%     |
| 16   | Argentina       | 0   | 3  | 0  | 0  | 3  | 1  | 15 | −14  | 0%     |

### Goleadoras
| Jugadora           | Selección      | Goles |
| ------------------ | -------------- | ----- |
| Birgit Prinz       | Alemania       | 7     |
| Maren Meinert      | Alemania       | 4     |
| Kátia              | Brasil         | 4     |
| Kerstin Garefrekes | Alemania       | 4     |
| Christine Latham   | Canadá         | 3     |
| Hanna Ljungberg    | Suecia         | 3     |
| Marta              | Brasil         | 3     |
| Dagny Mellgren     | Noruega        | 3     |
| Mio Otani          | Japón          | 3     |
| Homare Sawa        | Japón          | 3     |
| Christine Sinclair | Canadá         | 3     |
| Victoria Svensson  | Suecia         | 3     |
| Abby Wambach       | Estados Unidos | 3     |

## Premios y reconocimientos

### Balón de Oro
| Premio          |  | Jugadora          | Selección |
| --------------- |  | ----------------- | --------- |
| Balón de Oro    |  | Birgit Prinz      | Alemania  |
| Balón de Plata  |  | Victoria Svensson | Suecia    |
| Balón de Bronce |  | Maren Meinert     | Alemania  |

### Bota de Oro
| Premio         |  | Jugadora      | Selección | Goles | Asistencias |
| -------------- |  | ------------- | --------- | ----- | ----------- |
| Bota de Oro    |  | Birgit Prinz  | Alemania  | 7     | 5           |
| Bota de Plata  |  | Maren Meinert | Alemania  | 4     | 7           |
| Bota de Bronce |  | Kátia         | Brasil    | 4     | 0           |

### Mejor portera
| Premio        |  | Jugadora         | Selección |
| ------------- |  | ---------------- | --------- |
| Guante de Oro |  | Silke Rottenberg | Alemania  |

### Juego limpio
| Premio                            | Selección |
| --------------------------------- | --------- |
| Premio al Juego Limpio de la FIFA | China     |

### Equipo estelar
| Portera          | Defensoras                             | Mediocampistas                              | Delanteras                                                    |
| ---------------- | -------------------------------------- | ------------------------------------------- | ------------------------------------------------------------- |
| Silke Rottenberg | Wang Liping Sandra Minnert Joy Fawcett | Bettina Wiegmann Malin Moström Shannon Boxx | Charmaine Hooper Maren Meinert Birgit Prinz Victoria Svensson |